# Saint-Carreuc
Saint-Carreuc é uma comuna francesa na região administrativa da Bretanha, no departamento Côtes-d'Armor. Estende-se por uma área de 12,68 km². Em 2010 a comuna tinha 1 533 habitantes (densidade: 120,9 hab./km²).